# Clydonodozus nilgiricus
Clydonodozus nilgiricus är en tvåvingeart som beskrevs av Alexander 1953. Clydonodozus nilgiricus ingår i släktet Clydonodozus och familjen småharkrankar. Inga underarter finns listade i Catalogue of Life.